# Mazotos
Mazotos (griechisch Μαζωτός, türkisch Mazotto) ist ein Ort im Bezirk Larnaka in Zypern. Bei der letzten amtlichen Volkszählung im Jahr 2021 hatte der Ort 1148 Einwohner.

## Lage

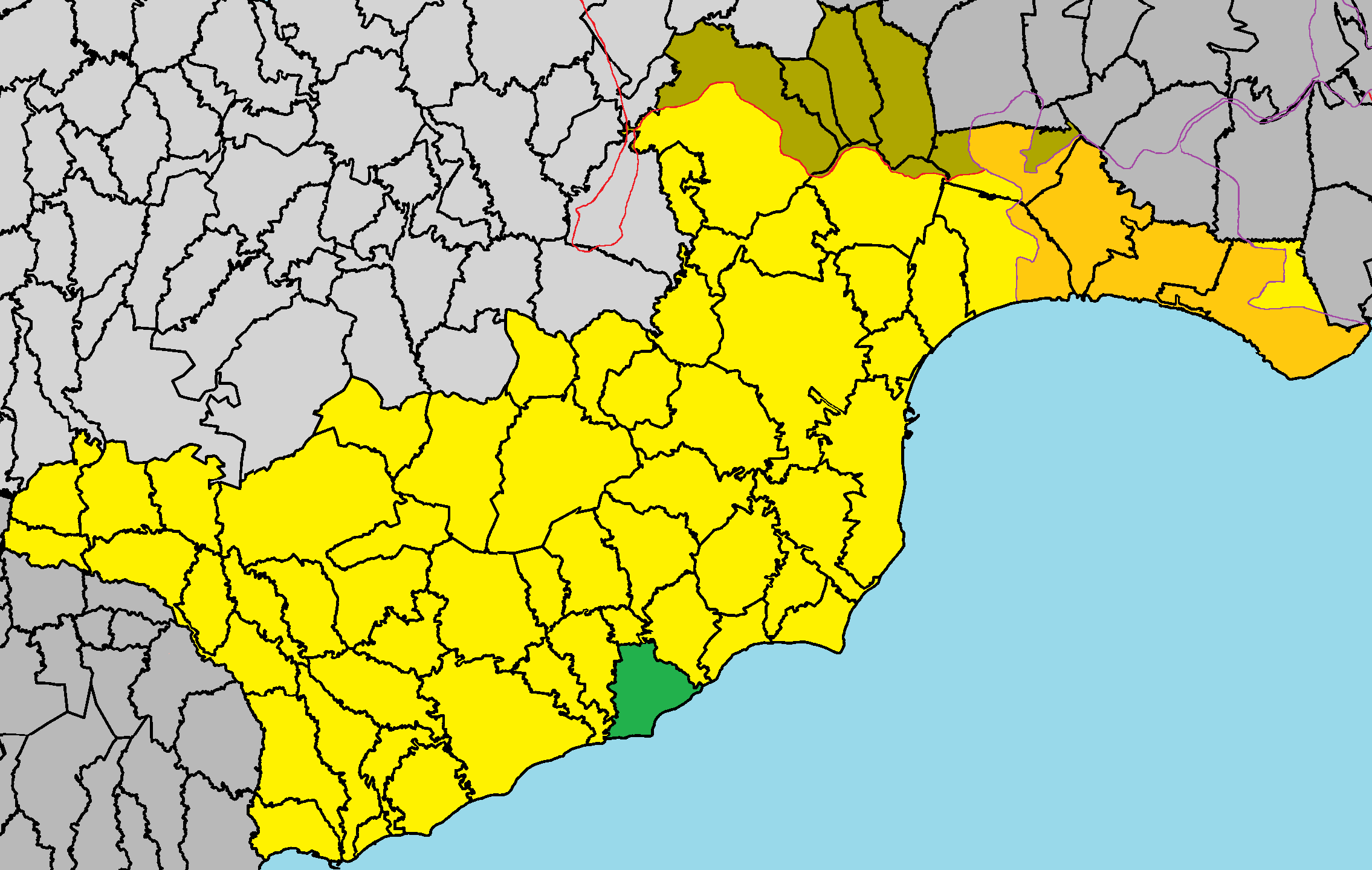
Lage der Gemeinde im Bezirk Larnaka

Mazotos liegt im Süden der Insel Zypern auf etwa 30 Metern Höhe, etwa 41 km südlich der Hauptstadt Nikosia, 16 km südwestlich von Larnaka und 40 km nordöstlich von Limassol.
Der Ort befindet sich knapp 2 km vom Mittelmeer entfernt und ist größtenteils von landwirtschaftlicher Fläche umgeben. Etwa 13 Kilometer nordöstlich liegt der Flughafen Larnaka, der wichtigste Flughafen der Insel Zypern. Die nächsten großen überregionalen Straßen, die Autobahn 5 und die Hauptstraße B5 liegen circa 6,5 km im Landesinneren und führen beide nach Larnaka beziehungsweise im Westen zur A1.
Orte in der Umgebung sind Anafotia und Aplanta im Norden, Kivisili im Nordosten, Softades im Osten sowie Alaminos und Agios Theodoros im Westen.

## Ausgrabungen
Im Meer vor Mazotos wurde in verschiedenen Ausgrabungsschritten ein Schiffswrack aus der spätklassischen Zeit (viertes Jahrhundert v. Chr.) freigelegt. Es handelt sich dabei um das größte Schiff, das je vor der Küste Zyperns gefunden wurde und um das erste Unterwasserobjekt, das unter alleiniger zyprischer Führung freigelegt wurde. Das Projekt begann im November 2007 mit ersten Voruntersuchungen.
Das Handelsschiff war mit Weinamphoren aus Chios und anderen Inseln der Ägäis beladen und liegt in etwa 40 bis 45 Metern Tiefe. Die Funde wurden ins Museum in Larnaka gebracht und werden dort aufbewahrt.

### Ausgrabungen 2018
In der Saison 2018, bei der 43 Forscher, Taucher und Freiwillige aus acht verschiedenen Ländern (unter anderem Deutschland) beteiligt waren, wurde der Bugbereich des Schiffs weiter untersucht. Dabei wurden unter anderem 70 neue Amphoren freigelegt, wodurch die Anzahl der bisher im Vorderdeck des Schiffsladeraums entdeckten Behältnisse auf 99 erhöht wurde. Neben Amphoren mit Weinfüllung war mindestens eine mit Oliven gefüllt, die möglicherweise zum Verzehr durch die Besatzung gedacht waren. Außerdem wurden zwei Angelgewichte an Bord gefunden.
Weiterhin wurde die Schiffbautechnik untersucht und dabei sowohl Ligaturen als auch Mörtel und Zapfen entdeckt, welche die Schiffsteile verbanden. Diese Funde, die auf die Traditionen der Griechen und Phönizier zurückgehen, stellen einen wichtigen Schritt in der Untersuchung des Schiffbaus im östlichen Mittelmeer zur klassischen Zeit dar, zumal aus dieser Zeit nur zwei weitere Wracks bekannt sind.